# Galinsoga ciliata
Galinsoga ciliata là một loài thực vật có hoa trong họ Cúc. Loài này được (Raf.) S.F.Blake mô tả khoa học đầu tiên năm 1922.